# الاستفتاء المصري 1979
أجري استفتاء مزدوج في مصر في 19 أبريل 1979. وهذان الموضوعان هما معاهدة السلام المصرية الإسرائيلية والتغييرات في النظام السياسي للبلاد، بما في ذلك إعادة التعددية الحزبية والتغيير إلى برلمان من مجلسين من خلال إنشاء مجلس الشورى. وتمت الموافقة على معاهدة السلام بنسبة 99.9% من الناخبين، بينما تمت الموافقة على الإصلاحات السياسية بنسبة 99.7%. كانت نسبة إقبال الناخبين 90.2%.

## النتائج

### معاهدة السلام المصرية الإسرائيلية
| الخيار                    | الأصوات    | %    |
| ------------------------- | ---------- | ---- |
| مع                        | 9،900،271  | 99.9 |
| ضد                        | 10،217     | 0.1  |
| أصوات باطلة/فارغة         | 9،772      | -    |
| المجموع                   | 9،920،260  | 100  |
| الناخبون المسجلون/الإقبال | 10،998،675 | 90.2 |

### الإصلاحات السياسية
| الخيار                    | الأصوات    | %    |
| ------------------------- | ---------- | ---- |
| مع                        | 9،890،271  | 99.7 |
| ضد                        | 20،217     | 0.3  |
| أصوات باطلة/فارغة         | 9،772      | -    |
| المجموع                   | 9،920،260  | 100  |
| الناخبون المسجلون/الإقبال | 10،998،675 | 90.2 |